# جزيرة أبو صالح
قرية جزيرة أبو صالح هي إحدى القرى التابعة لمركز ناصر في محافظة بني سويف في جمهورية مصر العربية. حسب إحصاءات سنة 2006، بلغ إجمالي السكان في جزيرة أبو صالح 5362 نسمة، منهم 2774 رجل و2588 امرأة.